# Осиковка
Осиковка — село в Кантемировском районе Воронежской области России. Административный центр Осиковского сельского поселения.

## География
Расположено в 45 км к востоку от райцентра.

### Улицы
- ул. Молодёжная,
- ул. Советская,
- ул. Центральная.

## История
Село возникло как крепостное поселение в середине XVIII века по ручью Осикову на правой стороне реки Левой. По документам известно с 1780 года. Каменная Покровская церковь построена в 1861 году. В 1894 году в земской школе обучалось 94 мальчика.
Входила в состав Шуриновскую волость Богучарского уезда Воронежской губернии, с волостным центром в слободе Шуриновка.
В октябре 1905 года житель села Григорий Бойко призывал своих односельчан не подчиняться царским властям. На него было заведено следственное дело.
Советская власть установлена весной 1918 года. Первым председателем сельского Совета был коммунист Павел Семенович Рогачев. 20 января 1920 года в селе организована комсомольская ячейка из 11 активистов под председательством Марии Денисенко. Секретарем партячейки в то время был П. С. Рогачев. Он одним из первых в селе вступил в полк Богучарских партизан.
30 апреля 1920 года кулаки убили Марию Денисенко. В голодный 1921 год был убит и коммунист Евтеев, присланный в село с продотрядом губчека для сбора продовольствия. Кулачье распороло коммунисту живот, набили его зерном и оставили на трупе записку следующего текста: «Продразверстку выполнил сполна!» В том же голодном году в селе был создан Осиковский совхоз.
В 1922 году в пользу голодающих Поволжья из Покровской церкви было изъято 7 фунтов и 44 золотника серебра.
В 1926 году в селе было 25 дворов и 128 жителей, имелась школа с 2 учителями, одна лавка.
В годы Великой Отечественной войны недалеко от села действовал партизанский отряд. Его командиром был секретарь Писаревского райкома партии Петр Андреевич Шевченко.

## Население
| 1859 | 2010 |
| ---- | ---- |
| 139  | ↗324 |

## Известные уроженцы, жители
Родом из села кавалер ордена Боевого Красного Знамени Ф. И. Шенцов — бывший командир 358-го 32-й бригады 40-й Богучарской дивизии.

## Инфраструктура
Личное подсобное хозяйство с зоной сельскохозяйственного использования, индивидуальная застройка усадебного типа.
Основа экономики — сельское хозяйство. По состоянию на 1995 год, в селе расположена центральная усадьба колхоза «Осиковский», общая площадь его пахотных земель — 4,5 тыс. га. В селе проживает 350 человек, хозяйство — многоотраслевое, имеются 3 животноводческие фермы. В 1994 году открыта средняя школа на 157 учеников, имеется Дом культуры, столовая на 50 посадочных мест.

## Достопримечательности
В центре села — памятник воинам, погибшим в годы Великой Отечественной войны. 
В канун 40-летия Советской власти в селе сооружен памятник Героям гражданской войны. На его постаменте золотыми буквами выбито: «Марии Петровне Денисенко, секретарю комсомольской ячейки. Погибла от руки кулака в 1920 году».

## Транспорт
Деревня доступна автотранспортом. Остановка общественного транспорта «Осиковка».